# セン・アンラト・カラデニズ
『セン・アンラト・カラデニズ』（トルコ語: Sen Anlat Karadeniz）は、トルコのテレビドラマ。atvで2018年1月24日に初公開された。
タイトルの意味は「黒海に伝える」。

## 登場人物
タヒル・カレリ / デリ・タヒル
演：ウラス・トゥナ・アステペ
ネフェス・カレリ
演：イレム・ヘルバチオール
ヴェダット・サヤル
演：メフメット・アリ・ヌロール
ムスタファ・カレリ
演：シナン・トゥズク
アシエ・カレリ
演：オイク・グルマン